# Велики морски гњурац
Велики морски гњурац (лат. Gavia immer) је велики члан породице морских гљураца. Одрасле јединке током гнежђења имају перје које укључује широку црну главу и врат са зеленкастим, љубичастим или плавкастим сјајем, црнкасте или црнкасто-сиве горње делове тела и чисто беле доње делове тела, осим нешто црне боје на доњем покривачу репа и отвору за вентилацију. Одрасле негнездеће јединке су смеђкасте боје са тамним вратом и главом обележеним тамно сиво-смеђом бојом. Горњи делови тела су им тамносмеђе-сиви са нејасним узорком квадрата на раменима, а доњи делови тела, доњи део лица, брада и грло су беличасти. Полови изгледају слично, мада су мужјаци знатно тежи и крупнији од женки. Током сезоне гнежђења, велики морски гњурци живе на језерима и другим воденим путевима у Канади, северним Сједињеним Државама (укључујући Аљаску) и јужним деловима Гренланда и Исланда. Мали број јединки се гнезди на Свалбарду и спорадично другде у арктичкој Евроазији. Велики морски гњурци зимују на обе обале САД, све до Мексика на југу, и на атлантској обали Европе.
Велики морски гњурци се хране разноврсним животињским пленом, који укључује рибу, ракове, ларве инсеката, мекушце и повремено водене биљке. Већину свог плена гутају под водом, где га и улове, али неке веће улове прво извлаче на површину. Велики морски гњурац су моногамни, то јест, једна женка и мужјак често заједно бране територију и могу се размножавати деценију или више. Оба члана пара граде велико гнездо од мртвих мочварних трава и других биљака формираних у хумку дуж вегетативних обала језера. Једно легло се узгаја сваке године из легла од једног или два маслинасто-смеђа овална јаја са тамносмеђим мрљама, која оба родитеља инкубирају око 28 дана. Хране их оба родитеља, а птићи добијају комплетно перје за 70 до 77 дана. Птићи су способни да роне под водом када су стари само неколико дана, и лете до својих зимовалишта пре него што се лед формира у јесен.
Велики морски гњурац је оцењен као врста која је најмање угрожени таксон на Црвеној листи угрожених врста IUCN-а. То је једна од врста на које се примењује Споразум о очувању афричко-евроазијских птица селица водених станишта (AEWA). Америчка шумска служба је означила великог морског гњурац као врсту са посебним статусом због претњи од губитка станишта и тровања токсичним металима у његовом подручју распрострањености у САД.
Велики морски гњурац је птица покрајине Онтарио и појављује се на канадској валути, укључујући новчић од једног долара „loonie“ и претходну серију новчаница од 20 долара. Године 1961, проглашена је државном птицом Минесоте и налази се на државном заштитном знаку Минесоте и државном печату Минесоте.

## Таксономија
Велики морски гњурац је такође познат као велики северни ронилац у Евроазији. Још један претходни назив, велики северни гњурац, то је био је компромис који је предложио Међународни орнитолошки комитет. То је једна од пет врста морских гњураца које чине род Gavia, једини род породице Gaviidae и реда Gaviiformes. Његов најближи рођак је још једна велика црноглава врста, жутокљуни морски гњурац или белокљуни ронилац (лат. Gavia adamsii). Не постоје признате подврсте великог морског гњурца.
Дански зоолог и минералог Мортен Тране Бруних први је описао великог морског гњурца 1764. године, као Colymbus immer у својој Ornithologia Borealis. Сада непостојећи род Colymbus садржао је гњурце, као и морске гњурце, и остао је у употребисве док Међународна комисија за зоолошку номенклатуру није покушала да разјасни номенклатуру 1956. године прогласивши Colymbus потиснутим именом неподобним за даљу употребу и утврдивши Gavia, које је створио Јохан Рајнхолд Форстер 1788. године, као валидно име рода за морске гњурце.
Тренутни назив рода Gavia био је латински термин за неидентификовану морску птицу, а специфични ентитет immer потиче од норвешког имена за птицу, сличног савременој исландској речи „himbrimi“. Реч може бити повезана са шведским речима immer и emmer: сиви или поцрнели пепео ватре (што се односи на тамно перје гаврана); или са латинским речима immergo, што значи потопити, и immersus, што значи потопљено.
Европски назив „ронилац“ потиче од навике птице да лови рибу роњењем. Северноамерички назив „loon“ први пут је забележен у овом смислу у делу „New Englands Prospect“ (1634) од стране Вилијама Вуда (1580–1639); „Loone је лошег облика створење попут корморана“. Може потицати од старонордијског lómr, као што су изведени и савремени шведски и дански lom у сваком случају се односи на карактеристично оглашавање.
Из плиоцена је познато више фосилних врста морских гњураца, а примерци из плеистоцена Калифорније и Флориде изгледа представљају палеоподврсту великог морског гњурца.

## Опис
Одрасли велики морски гњурац може бити дужине од 66 до 91 цм, са распоном крила од 127 до 147 цм, нешто мањи него жутокљуни морски гњурац. У просеку је дугачак око 81 цм и има распон крила од 136 цм. Његова тежина може да варира од 2.2 до 7.6 кг. Величине варирају регионално, посебно по телесној маси, при чему су најмање гњурци у просеку из доњег централног дела Канаде и Великих језера, док су птице које лете западније сличне или благо веће, а гњурци који се гнезде даље на истоку могу изгледати знатно већи. Штавише, мужјаци су у просеку до скоро 27% масивнији од женки у неким популацијама. Велики морски њурци који се размножавају у Мејну у просеку су тежили 4.65 кг код женки и 5.97 кг код мужјака, што је у суштини исте тежине као и жутокљуни морски гњурац, иако је жутокљуни морски гњурац и даље већи по линеарним димензијама (посебно дужини кљуна) од великих морских гњураца из Мејна. У Онтарију, 20 женки је имало просечну тежину од 4.5 кг, а 20 мужјака је имало просечну тежину од 5.46 кг. Насупрот томе, у Аљаском заливу, одрасле јединке оба пола су наводно у просеку тежиле 4.13 кг. Гнездеће перје одраслих јединки састоји се од широке црне главе и врата са зеленкастим, љубичастим или плавкастим сјајем. Има црни кљун понекад са бледим врхом и црвене очи. Врат је окружен карактеристичним црним прстеном и има две беле огрлице од осам до десет кратких пруга на горњем делу врата, и приметну крагну од белих, паралелних линија које формирају велики овал на страни врата. Средишњи доњи део предњег врата је чисто бео, а доњи део врата има уздужне беле линије које прелазе у редове малих мрља и црне линије које постају веома уске. Горњи делови су црнкасти или црнкасто-сиви, а свако перо има мале беле мрље. Горњи део крила је црнкаст и са малим белим мрљама на не-примарним покривачима крила, док је доњи део крила светлији са белим покривачима крила, осим дугих црних пруга у облику осовине на пазушним длачицама. Доњи део крила је чисто бели, али има мало црне боје на доњем покривачу репа и отвору Има црно-бели карирани плашт и црнкасти реп. Ноге су бледо сиве на унутрашњој половини и црнкасте на спољашњој, а пловне кожице су боје коже.
Негнездеће перје одраслих је смеђе са тамним вратом и главом обележеним тамно сиво-смеђом бојом. Очи су окружене белом бојом, а капци су бледи. Кљун је углавном бледосив, са тамним стубом и врхом, али у рано пролеће врх може постати беличаст. Доњи делови тела, доњи део лица, брада и грло су такође беличасти. Предњи део врата је беличаст, обично формира клинасти зарез на тамним странама врата, и понекад може открити сенкасти траг прстена на врату или бледу крагну. Има тамносмеђе-сиви горњи део тела са нејасним узорком квадрата на раменима и неким покривачима крила прошараним белом бојом, која су обично скривена док плива. Мужјак и женка имају сличан изглед, иако показују полни диморфизам у својим физичким димензијама, при чему је мужјак крупнији и знатно тежи од женке.
Тешки кљун, сличан бодежу је равномерно сужен и сивкаст, понекад има црни врх. Боја и угао кљуна разликују ову врсту од жутокљуног морског гњурца. Врат је кратак и дебео. Велики морски гњурац плива веома ниско у води, понекад само главу држи изнад површине и тело хоризонтално у односу на њу. Мора да претрчи преко површине воде да би полетео. Током лета, глава му је мало нижа од тела, а ноге се вуку иза. Има скелетну структуру састављену од бројних чврстих костију (ово је уобичајено за Gaviiformes и пингвине., али за разлику од већине птица које лете, а које имају кости са опсежном пнеуматизацијом, шупље и испуњене ваздухом како би скелет био лакши), што додаје тежину, али помаже при роњењу.
Младунче често има тамни, смеђе-сиви потиљак који може изгледати тамнији од црног перја са бледим ивицама. Има тамносиву до црну главу, врат и горњи део тела, са белим грлом, образима и доњим делом тела. Током прве зиме, облик кљуна младунаца можда није тако потпуно развијен као код одрасле јединке, а током друге зиме, веома подсећа на одраслу јединку у гнездећем перју, али са покривачима крила којима недостају беле мрље.
Велики морски гњурац се разликује од црногрлог морског гњурца (Gavia arctica) и риђогрлог морског гњурца (Gavia stellata) углавном по својој већој величини. Обично има стрмије чело и испупчену предњу круну, донекле слично црногрлом морском гњурцу. Кљун му је тежи, а леђа су блеђа од задњег врата. Теже га је разликовати од жутокљуног морског гњурца, али његово гнездеће перје има више белих ознака на врату, а квадратићи на раменима су обично мањи; негнездеће перје је тамније стране код врата које се оштрије разликују од светлих подручја и боје кљуна.

### Митарење
Љускаво перје младунаца задржава се до јануара или фебруара године након излегања, када им дуготрајно митарење перја на глави и телу даје изглед сличнији одраслима. Одрасле јединке отприлике у ово време истовремено одбацују сва своја летачка пера, остављајући их привремено неспособним за лет, пре него што добију гнездеће перје, али птице друге године одлажу ово значајно митарење до лета. Зимско перје одраслих постиже се између октобра и јануара делимичним пресвлачењем, углавном перја на глави, телу и репу.

### Геномика
Са побољшаном технологијом секвенцирања гена, нацрт генома великог морског гњурца је саставио и идентификовао најмање 14.169 гена. 80,7% гена кокошака налази се у геному великог морског гњурца. Физиолошки трошкови роњења у дубоким водама и ваздушне миграције великог морског гњурца на велике удаљености утицали су на њихову еволуцију. Многи идентификовани гени су кандидатски гени за позитивну селекцију откако су се велики морски гњурац и кокошка поделили пре 90 милиона година. Теоретски се претпоставља да су ови кандидатски гени повезани са афинитетом хемоглобина за кисеоник, разменом растворених материја, функцијом имуноглобулина повезаном са имунолошком одбраном, развојем нервног система и бројним молекуларним путевима повезаним са метаболичком функцијом ДНК, и путевима Г-рецептора потенцијално укљученим у оштрину вида при слабом осветљењу. На пример, SLC48A и SLC20A1 су кандидатски гени у Gavia линији за одржавање хомеостазе због могуће улоге у одржавању јонске и pH равнотеже.

## Распрострањеност и станиште
Велики морски гњурци су углавном неарктички и размножавају се од 48° северне географске ширине до Арктичког круга, локално јужно до 40° северне географске ширине и северно до 78° северне географске ширине. Током сезоне гнежђења у пролеће и лето, већина великих морских гњураца живи на језерима и другим воденим путевима на северу Сједињених Држава и Канаде, као и у јужним деловима Гренланда, на Исланду, на Свалбарду, на Јан Мајену и на Медвеђем острву у Норвешкој; и на Аљасци, на западу, и веома ретко у Шкотској, на истоку. Њихово летње станиште се креће од шумовитих језера до тундранских језера. Језера морају бити довољно велика за полетање и обезбеђивати велику популацију малих риба. Дубока језера са топлим површинским водама, релативно ниском биолошком продуктивношћу и ниском замућеношћу где је њихов плен лако уочити, су станишта где су гњурци у гнездећем перју успешнији у одгајању младих. Ради заштите од предатора, велики морски гњурци преферирају језера са острвима и увалама. Они су ретки посетиоци арктичке обале. Познато је да показују високу верност месту гнежђења.
Неки велики морски гњурци остају на Исланду током целе године, мада већина мигрира. У Северној Америци зимују углавном дуж обала северног Атлантика и североисточног Пацифика, а многи се заустављају на Великим језерима током миграције. Мигрирају током дана, почевши око два сата након изласка сунца и лете на висинама од 1,500 до 2,700 м надморске висине, изнад конвективног и турбулентног слоја ваздуха. Зими се могу видети на обалама Северне Америке, чак до Баја Калифорније, Соноре, северне Синалое, јужног Тексаса и ретко северног Тамаулипаса. На истоку, неколико хиљада јединки зимује дуж западноевропских обала, вероватно пореклом са Исланда, Гренланда и Канаде. Њихов ареал се протеже на северозападну Европу од Финске до Португала и јужне и северозападне Шпаније (Галиција и Астурија), као и западни Медитеран код Каталоније и код Марока у Африци, иако само неколико стотина путује чак до Иберијског полуострва. Иако верност местима за зимовање није добро позната, сваке године се примећује да се одрасле јединке враћају на иста места за зимовање у Тихом океану (залив Моро), Мексичком заливу (залив Баратарија), Атлантском океану (Мериленд и Масачусетс) и акумулацији језера Патерос.
Обично зимују дуж обала и на унутрашњим језерима, заливима, увалама и потоцима, при чему птице мигрирају до најближе водене површине која се неће заледити зими: западноканадски гњурци одлазе у Пацифик, гњурци Великих језера у регион Мексичког залива, источноканадски гњурци у Атлантик, а неки гњурци у велика унутрашња језера и акумулације. Појављују се у већини унутрашњих вода Сједињених Држава. Обала Јужне Каролине, обала Мексичког залива уз Флоридски пропланак и атлантска обала од Масачусетса до Мејна имају неке од највећих концентрација великих морских гњураца. Повремене луталице су забележене у унутрашњости Мексика, у Сан Луис Потосију и Коахуили, као и у Чијапасу и Оахаки на југу. Случајно се налазе у северном Јапану и на Командорским острвима у северозападном Пацифику, као и на Куби у Западној Индији.

## Понашање
Велики морски гњурац је вешт риболовац, хвата свој плен под водом роњењем и до дубине од 60 м. Са својим великим, пловним кожицама на ногама, велики морски гњурац је ефикасан подводни предатор и вешт ронилац. Потребна му је дугачка раздаљина залета да би добио замах за полетање и неспретан је на копну, клиза по стомаку и гура се напред ногама. Његова неспретност на копну је последица положаја ногу на задњем делу тела; карлични мишићи су добро развијени, идеални за пливање, али не и погодни за ходање. Када слети на воду, клиза по стомаку да би успорила, уместо да кочи ногама, јер су она превише постављена уназад. Велики морски гњурцацдобро плива и рони, и лети ефикасно стотинама километара током миграције. Лети са испруженим вратом, обично изводећи посебан тремоло који се може користити за идентификацију великих морских гњураца. Његова брзина лета је чак 120 км/ч током миграције. Посебно током сезоне гнежђења, велики морски гњурци често воде територијалне спорове са другим воденим птицама, укључујући патке и гуске, и нападају или терају конкуренте и уљезе са своје територије.

### Храњење
Риба чини око 80% исхране великих морских гњураца. Храни се рибом величине до 26 цм по дужини, укључујући белице, сисаљке, слану рибу, баса, смуђа, северну штуку, белу рибу, терпана, сунчицу, манића, смуђа, плавогрлца, белог крапија, црног крапија, дужичасту топњачу и килифиша. Младунци обично једу мале белице, а понекад и инсекте и фрагменте зелене вегетације. Слатководна исхрана се првенствено састоји од штуке, смуђа, сунчанице, пастрмке и баса ; исхрана у сланој води се првенствено састоји од камењарке, листа, морске пастрмке, харинге, атлантског крекера, бакалара и заливске сребрне шљуке . Када нема довољно рибе или је тешко уловити је, храни се раковима , крабама, пужевима, пијавицама, ларвама инсеката, мекушцима, жабама, анелидима, а повремено и воденим биљним материјалом као што су барске алге, корење, маховина, изданци врбе, семење и алге. Такође је познато да једе пачиће.
Велики морски гњурац користи своје снажне задње ноге да покреће своје тело под водом великом брзином и ухвати свој плен, који затим гута главом напред. Ако риба покуша да избегне великог морског гњурца, птица га јури са одличном подводном спретношћу захваљујући својим јаким ногама. Већина плена се прогута под водом, где се и ухвати, али неки већи плен прво бива извучен на површину. То је визуелни предатор, тако да је за успешан лов неопходно да вода буде чиста. Обично рони 4 до 10 м, али је забележено да рони и до 70 м у дубину. Просечно време роњења је 42 секунде, али максимално трајање проведено под водом је око 1 минут  

### Гнежђење
Систем парења великог морског гњурца је серијски моногаман; парови који се гнезде заједнички бране територију која се састоји од целог малог језера или заштићеног залива унутар великог језера. Мужјак и женка остају заједно током покушаја гнежђења, одгајају своје биолошко потомство, поново се спајају сваког пролећа и могу се парити заједно много година заредом. Међутим, у случају смрти или територијалног избацивања једног члана пара од стране уљеза великог морског гњурца истог пола, други члан пара брзо успоставља парску везу са птицом која га избацује. Стога, већина одраслих гњураца има два или више различитих партнера током свог живота. Одсељене јединке су обично млади мужјаци и жене (од 5 до 9 година), док су досељене одрасле јединке често они старије од 15 година.
Парови не остају заједно током зиме; поред тога, мужјаци обично претходе женкама неколико дана до неколико недеља током пролећне миграције, насељавајући се на свом језеру када део њега постане без леда. Парење се одвија на обали, често на месту гнезда, понављајући се свакодневно док се јаја не положи. Претходно удварање је веома једноставно, са обостраним спуштањем кљунова и заронима. Демонстрације према уљезима, попут скакања (смењивање положаја и спуштања кљуна и јуриша (трчање „по површини са крилима склопљеним или полуиспруженим и машући приближно истом брзином као при полетању“ ), често се погрешно тумаче као удварање.
Гнежђење обично почиње почетком маја. Знатно више места за гнежђење налази се на острвима него на копненој обали. Парови који се гнезде рутински патролирају својим територијама, чак и ноћу, бранећи територију и физички и гласовно. Парови који су се заједно гнездили претходне године обично поново користе место гнезда из претходне године, ако су тамо успешно излегли птиће. Насупрот томе, парови који су изгубили јаја због предатора обично премештају гнездо на нову локацију. Овај логичан образац понашања изгледа зависи од мужјака, јер парови који се гнезде, а чине их прошлогодишњи мужјак и женка која није била присутна током претходне године, настављају да показују исто понашање; парови састављени од прошлогодишње женке и новог мужјака имају тенденцију да изаберу ново место за гнежђење, без обзира на успех или неуспех претходногодишњег покушаја. Упркос водећој улози мужјака у избору места за гнездо, оба пола значајно доприносе изградњи гнезда. Гнездо је око 56 цм широко и изграђено је од мртвих мочварних трава и других аутохтоних биљака, а обликован је у хумку дуж вегетативних обала језера већих од 3,7 хектара. Након недељу дана градње крајем пролећа, један родитељ се пење на врх како би обликовао унутрашњост гнезда према облику свог тела. На основу бројних студија, успех гнежђења у просеку је око 40%, а већина новоизлеглих младунаца преживљава захваљујући родитељској бризи.
Јаја из првих легла се обично полажу у мају или почетком јуна, а време полагања у великој мери зависи од датума када језера постају без леда и погодна за живот. Легло се састоји од два (понекад и једног) маслинасто-смеђег овалног јајета са тамносмеђим мрљама. Инкубацију обављају заједно мужјак и женка и траје око 28 дана. Велики морски гњурци често постављају гнезда дуж стрмих обала језера где одрасле јединке могу брзо да зароне под воду када им се приближе предатори. Јаја су око 88 мм дугачка и 55 мм широка и два јаја се полажу у размаку од једног до три дана између њих, и излежу се асинхроно.
Новоизлегли птићи су тамно чоколадно смеђе боје и имају бели стомак. У року од неколико сати након излегања, млади почињу да напуштају гнездо са родитељима, пливајући у близини, а понекад и јашући на леђима једног од родитеља. Родитељи и птићи у почетку остају у плитким, изолованим заливима где родитељи могу боље да бране птиће од упадљивих гњураца и орлова, који су њихови главни предатори. Мужјаци снажније бране легло које се састоји од два птића него легла са једним птићем, углавном територијалним јодловањем. Птићи су способни да праве плитке зароне од првог дана, али роне дубље како расту. Добијање комплетног перја траје 70 до 77 дана. Обично се узгаја само једно легло. Оба родитеља хране птиће живим пленом од излегања до оперјавања. Како расту, пилићи су у стању да сами улове све већи део своје исхране; могу се хранити и бринути о себи након отприлике два месеца, иако многи младунци настављају да просе од одраслих и након овог узраста. Родитељи хватају мале рибе и држе их попречно у кљуну, дозивају и прилазе пилићима са спуштеном главом како би их птићи могли приватити. Ако је хране мало, већи птић може непрестано кљуцати свог мањег брата/сестру; на малим језерима са ограниченом храном, често преживи само један птић. Младунци напуштају место где су се излегли пре формирања леда у јесен, недељама након што су њихови родитељи отишли. Процењује се да пар гњураца који одгајају два птића потроши 423 кг рибе током пет и по месеци које проводе на својој територији за гнежђење.

### Избор станишта
Велики морски гњурци показују снажну тенденцију да се насељавају као птице које се гнезде на језеру које подсећа на њихово матично језеро, што се назива отисак наталног станишта. Ова преференција се заснива на два атрибута језера: величини и pH вредности. Понашање је загонетно, јер је подједнако јако код великих морских гњураца излеглих на малим, киселим језерима као и код оних из великих језера неутралног pH. Стога, прва група показује активну склоност ка језерима за која је показано да доводе до веће смртности птића и мањег успеха размножавања.

### Оглашавање
Велики морски гњурац производи разне вокализације, од којих су најчешћи тремоло, јодловање, јаук и хукање. Сваки од ових оглашавања преноси посебну поруку. Показало се да учесталост којом вокализује варира у зависности од доба дана, времена и годишњег доба. Најактивнији је између средине маја и средине јуна. Јаукање, јодловање и тремоло се чешће чују ноћу него дању; показало се да се оглашавања чешће јављају на хладним температурама и када има мало или нимало кише.
Тремоло оглашавање - понекад назван и „смејући се“ оглашавање - карактерише се кратким, колебљивим звуком. Често користи овај позив да сигнализира узнемиреност или узбуну изазвану територијалним споровима или уоченим претњама. Емитује дрхтаву серију од чак 10 прилично високих тонова "(ху)-хехехехехеха". Такође користи тремоло да саопшти своје присуство другим великим морским гњурцима када стигну до језера, често када лете изнад њих. То је једина вокализација која се користи у лету. Тремоло оглашавање има три различита нивоа интензитета који се повезују са нивоом узнемирености великих морских гњураца, а врсте се разликују по све вишим фреквенцијама тонова које се додају приликом оглашавања.
Јодловање је дуго и сложено оглашавање који изводи само мужјак. Користи се у успостављању територијалних граница и у територијалним сукобима, а дужина оглашавања одговара нивоу агресије великог морског гњурца. Доминантне фреквенције у јодловању указују на телесну масу и тиме на здравље мужјака. Мужјак који заузима нову територију изгледа да мења своје јодловање како би се јасно разликовао од оглашавања претходног власника територије.
Завијање великих морских гњураца је дугачко оглашавање које се састоји од највише три ноте и често се упоређује са завијањем вука. Велики морски гњурац користи ово оглашавање да саопшти своју локацију другим великим морским гњурцима. Оглашавање између парова који се гнезде или одрасле јединке и њеног птића, било да би се одржао контакт или у покушају да се приближе једни другима након раздвајања. То је гласно "ааоо, ви-ви ви-ви ви-ви" или "ооо-ааа-ееее".
Хук је кратко, тихо оглашавање и представља још један облик контактног оглашавања. То је интимнији зов од завијања и користи се искључиво између малих породичних група или јата. Велики морски гњурац хуче како би обавестио друге чланове породице или јата где се налази. Ово оглашавање се често чује када одрасли велики морски гњурац дозива своје птиће да се хране.

## Дуговечност и терминална инвестиција
Значајан број информација о дуговечности и стопама преживљавања прикупљен је у последње две деценије, захваљујући примени ефикасног протокола хватања који омогућава обележавање и праћење великих популација великих морских гњураца које се проучавају. Груба прелиминарна анализа показала је да велики морски гњурци оба пола преживљавају годишњом стопом од преко 90% док не достигну средину двадесетих година, али након тога показују стопу преживљавања од само око 75%. Међутим, друга, детаљнија анализа је јасно показала да мужјаци гњураца почињу да показују већу смртност, повећан губитак територије и ниже телесне кондиције почев од 15. године. Можда као одговор на њихов физички пад, мужјаци старији од 15 година показују повећану стопу и територијалне агресије и територијалне вокализације. Ова промена у понашању повезана са старењем тумачи се као терминална инвестиција, стратегија „иди до краја“ која се види код старећих птица које покушавају да издрже још годину или две размножавања пре него што угину.

## Предатори и паразити
Одрасли велики морски гњурци имају мало предатора, мада ће белоглави орлови напасти птице у инкубацији. Такође су забележени напади ајкула зими. Када се предатор приближи (било гнезду великом морском гњурцу или самој птици), велики морски гњурци понекад напада предатора јурећи ка њему и покушавајући да га убоде кљуном налик бодежу, усмеравајући нападе или у предаторов стомак или у потиљак или врат, што може бити смртоносно за предаторе величине лисице или ракуна.
Јаја узимају бројни сисари, укључујући америчку видрицу, пругастог твора, видре, лисице и ракуне, при чему су ови последњи одговорни за скоро 40% свих неуспеха на гнездима. Птице попут сребрних галебова, гавранова и америчких врана једу јаја која нису била чувана. Пошто су им гнезда на ивици воде, јаја великог морског гњурца су посебно рањива ако је одрасла јединка одсутна.
Птиће могу убити обичне корњаче, велики галебови, белоглави орлови и велике рибе попут северне штуке и великоустог баса . Орао је посебно значајан предатор птића.
Унутрашњи паразити великог морског гњурца укључују многе врсте црва, укључујући метиље, пантљичаре, ваљкасте црве и бодљикаве глисте. Висок ниво црва може бити резултат промена у исхрани због мале доступности рибе и може довести до болести и смрти. Протозоалне инфекције, укључујући ону коју изазива Eimeria gaviae и птичја маларија, забележене су код великог морског гњурца. Црна мушица (Simulium annulus) је уско повезана са великим морским гњурцем, коју привлаче хемикалије у секретима уропигалних жлезда, као и визуелни и тактилни знаци. Ова мува је штетна за морске гњурце, њихове омиљене домаћине, преносећи паразите и вирусе који се преносе крвљу и узрокујући напуштање гнезда када је њихов број висок. Спољашњи паразити укључују пернате ваши, иако се оне не налазе на глави птице.
Ботулизам, који се добија конзумирањем заражене рибе, може довести до парализе и утапања. Аспергилоза је још један узрок мршављења и смрти. Епидемије понекад доводе до хиљада смртних случајева.

## Статус и заштита
Од 1998. године, велики морски гњурац је оцењен као врста која је најмање угрожени таксон на Црвеној листи угрожених врста IUCN-а . То је зато што има велики распон – више од 20.000 км²   – и зато што има стабилан тренд популације који не захтева промену оцену рањивости . Такође има велику популацију од 612.000 до 640.000 јединки. Процењена гнездећа популација креће се од 1.400 до 2.600 одраслих јединки у Европи. Више од половине популације која се гнезди у Северној Америци налази се у Онтарију са 97.000 територијалних парова и у Квебеку са 50.000 територијалних парова. Око 2.400 јединки се јавља у свакој од поморских провинција Канаде - Новој Шкотској и Њу Бранзвику. Британска Колумбија броји 25.000 територијалних парова. На далеком северу Канаде познато је око 50.000 територијалних парова, а 12.500 до 15.000 територијалних парова јавља се у преријским провинцијама Алберта, Манитоба и Саскачеван. У Сједињеним Државама, највећа популација која се гнезди присутна је на Аљасци са 3.600 до 6.000 територијалних парова. Регион Великих језера САД има 5.900 до 7.200 територијалних парова, што чини више од половине гнездеће популације у Сједињеним Државама. У северозападним америчким државама Вашингтон, Ајдахо, Монтана и Вајоминг постоји око 100 територијалних парова. Око 2.250 територијалних парова налази се у Новој Енглеској и Њујорку. Зими се у Уједињеном Краљевству налази 3.500 до 4.500 јединки, а још мање јединки се налази на западноевропској обали и на Исланду. Дуж пацифичке обале налази се око 184.000 до 189.000 одраслих и 31.000 до 32.000 младих јединки, а дуж атлантске обале налази се 423.000 до 446.000 одраслих и 72.000 до 76.000 младих јединки.
Велики морски гњурац је наведен у Додатку II Конвенције о очувању миграторних врста и у Члану I Директиве Европске уније (ЕУ) о птицама. То је једна од врста на које се примењује Споразум о очувању афричко-евроазијских птица селица водених станишта (AEWA). У Европи се појављује у 20 важних подручја за птице (IBA), укључујући Ирску, Свалбард, континенталну Норвешку, Исланд, Шпанију и Уједињено Краљевство. Такође је наведена врста у 83 посебно заштићена подручја у оквиру мреже ЕУ Натура 2000. Национална шумска служба Министарства пољопривреде САД означила је великог морског гњурца као врсту са посебним статусом, а у горњим регионима Великог језера, у националним шумама Хјурон-Манисти, Отава и Хијавата националне шуме као врсту коа је осетљива.

### Претње статусу и очувању

#### Утицаји загађења живом и киселим кишама на здравље и продуктивност легла
Велики морски гњурац је кључни индикатор таложења живе у воденим срединама због свог положаја на врху ланца исхране. Главни доприносиоци повишеним концентрацијама живе у воденим срединама су термоелектране на угаљ, спаљивање отпада и производња метала. Иако се жива (Hg) у животној средини јавља природно, метилжива (CH
3Hg+
, понекад се пише каоMeHg+
) је биолошки токсични облик који се акумулира у воденим срединама на североистоку Сједињених Држава. Показано је да метилжива, неуротоксин, има широк спектар ефеката на понашање, репродукцију и преживљавање великих морских гњураца. Претходна истраживања су пронашла корелацију између нивоа живе и pH вредности, при чему су киселије водене средине изложене највећем ризику од повишених концентрација метилживе. Када жива уђе у воду, рибе је апсорбују и шире је кроз ланац исхране. Као резултат овог преноса живе, постоји значајна позитивна корелација између нивоа живе у рибама и нивоа живе у крви мужјака, женки и птића еликих морских гњураца; сходно томе, примећено је повећање концентрације живе у крви еликих морских гњураца и риба са смањењем локалног pH воде. Иако је последњих година дошло до смањења емисија које узрокују закисељавање, дошло је до ограниченог биолошког опоравка у овим језерима, највероватније због климатских промена. Истраживања су показала да топлије летње температуре могу спречити поновно насељавање врста риба хладних вода у закисељеним језерима, а суше изазване повећаним летњим температурама могу додатно закиселити језера.
Иако је велики морски гњурац у стању да смањи ниво метилживе митарењем и полагањем јаја, континуирана конзумација рибе са повишеним нивоима метилживе спречава ове механизме да ефикасно смање нивое метилживе. Показало се да концентрације живе варирају у зависности од пола и старости великих морских гњураца. Утврђено је да мужјаци великих морских гњураца садрже највећу концентрацију живе у крви, вероватно због чињенице да имају тенденцију да конзумирају веће рибе са вишим концентрацијама живе. Женке су имале другу највишу концентрацију живе у крви, а разлике између мужјака су вероватно последица чињенице да женке могу да избаце живу у јаја која полажу. Младунци су имали најнижу концентрацију живе у крви. Научници су открили да подаци добијени од младунаца најбоље указују на локалну доступност живе, јер се хране искључиво са своје матичне територије.
Повишени нивои живе повезани су са променама у понашању приликом тражења хране и легања јаја код одраслих великих морских гњураца, посебно при вишим концентрацијама. Студије су откриле да су повишени нивои метилживе повезани са летаргијом и смањеним временом проведеним у потрази за храном код одраслих великих морских гњураца. Друга студија спроведена у планинама Адирондак открила је да су повишени нивои метилживе повезани са смањеном учесталошћу роњења код одраслих великих морских гњураца. Једна студија је открила да је продуктивност легла смањена за половину када је ниво живе у крви женки прешао 4,3 μг/г, а продуктивност је потпуно пропала када је ниво живе у крви женки прешао 8,6 μг/г. Ови резултати се односе на нивое живе у рибама од 0,21 μг/г и 0,41 μг/г, респективно. Како су нивои живе и pH вредност у корелацији, научници су открили да успех легла опада са смањењем pH вредности, тако да средине са pH вредношћу од око 4,5 показују репродуктивни успех испод израчунатог прага позитивне стопе раста. Такође је примећена веза између повишених нивоа метилживе у крви и абнормалних образаца инкубације. Утврђено је да одрасле јединке великих морских гњураца са високим нивоом метилживе проводе мање времена у инкубацији и у гнезду, што повећава ризик од предаторства и прегревања/прехлађивања јаја. Заједно, ефекти повишених нивоа метилживе на родитељско понашање могу допринети нижим стопама преживљавања птића. Једна студија у Мејну и Њу Хемпширу открила је да су високи нивои метилживе код родитеља повезани са значајним смањењем броја младих који су излетели, при чему велики морски гњурци у групи са највећим ризиком производе 41% мање младих који су излетели од великих морских гњураца са ниским нивоима метилживе.

#### Таложење живе у планинама Адирондак
Велики морски гњурци у планинама Адирондак посебно су погођене метилживом, јер киселост језера ствара окружење погодно за претварање живе из животне средине у метилживу. Једна студија је открила да је 21% мужјака великих морских гњураца и 8% женки великих морских гњураца на планинама Адирондак из узорка било у високом ризику од штетних утицаја као што су абнормалности у понашању и репродукцији. У Адирондачким планинама, утврђено је да се фактори биоакумулације метилживе повећавају уз ланац исхране, остављајући велике морске гњурце изложене највећем ризику од штетних ефеката метилживе. Просторна анализа показује да се највеће концентрације живе у води налазе у југозападном делу Адирондака, подручју са језерима која су јако погођена киселим кишама. Организације као што су Адирондакски центар за морске гњурце и Адирондакски кооперативни програм за морске гњурцњ предводе напоре за очување морских гњураца у Адирондацима спровођењем истраживања, ангажовањем јавности и информисањем јавне политике.

#### Смањење подручја гнежђења
Гнездећи ареал великих морских гњураца померио се ка северу, а врста се гнездила чак до Ајове пре једног века. Такође је негативно погођен киселиним кишама и загађењем, као и тровањем оловом из рибарских олова (посебно оних који су величине каменчића које гутају ) и контаминацијом живом из индустријског отпада. Тешки метали попут живе могу се делимично уклонити биолошким процесима као што су излучивање или таложење у перју, али њихови штетни ефекти се увећавају концентрацијом токсичних елемената у органима као што је јетра. Љуске јаја такође могу да садрже металне загађиваче, што доводи до ниске репродуктивности. Високи нивои тешких метала повезани су са лошим стањем морских гњураца, мужјаци су више погођени јер једу веће рибе.
Велики морски гњурац се такође суочио са смањењем подручја за гнежђење због лова, предатора и флуктуација нивоа воде или поплава. Неки еколози покушавају да повећају успех гнежђења ублажавањем ефеката неких од ових претњи, наиме копнених предатора и флуктуација нивоа воде, постављањем сплавова на територијама за гнежђење морских гњураца. Поред тога, у неким језерима су обезбеђене вештачке плутајуће платформе за гнежђење морских гњураца како би се смањио утицај промена нивоа воде услед брана и других људских активности. Велики морски гњурац напушта језера која не пружају одговарајуће станиште за гнежђење због развоја обале. Угрожена је пловилима и моторним чамцима који могу удавити новорођене птиће, однети јаја или преплавити гнезда. И даље се сматра „повређеном“ врстом на Аљасци као резултат изливања нафте са брода Ексон Валдез.

### Тровање оловом
У истраживању угинулих великих морских гњураца у Новој Енглеској из 2003. године, тровање оловом из рибарских тегова чинило је око половине смртних случајева, а други људски фактори директно су узроковали смрт 52% од посматраних 522 гаврана.

## У култури
Велики морски гњурац се појављује на канадској валути, укључујући новчић од једног долара „loonie“ и претходну серију новчаница од 20 долара. То је провинцијска птица Онтарија. Проглашена је државном птицом америчке државе Минесоте 1961. године, и такође се појављује на Минесотином "State Quarter".

### Фолклор
Глас и изглед великог морског гњурца учинили су га истакнутим у неколико прича америчких староседелаца. То укључује причу Оџибвеа о великом морском гњурцу који је створио свет, и сагу Микмака која описује Кви-муа, великог морског гњурца који је био посебан гласник Глускапа (Глу-скап), племенског хероја. Прича о огрлици од великог морског гњурца преносила се у многим верзијама међу народима са пацифичке обале. Племена изДелавера на истоку Северне Америке и Бурјати из Сибира такође су имали приче о стварању које укључују великог морског гњурца.
Народна имена за обичног великог морског гњурца укључују „велики гњурац“, „гњурац који позива олују“, „зеленоглави“, „ронилац из пакла“, „валонски гњурац“, „црнокљуни гњурац“, „патка заморче“, „ронилац из ватре“, „гњурац са прстенастим вратом“  и „жар-гуска“. Стари колоквијални назив из Нове Енглеске био је "позивање олује", јер су његови бучни крици наводно предсказивали олујно време. Нека стара шкотска имена као што су арански јастреб и карара су искварене верзије старих шкотских галских ономатопејских имена која представљају птичје оглашавање; друга, попут бискупа и жар гуске, коришћена су да би се избегла старија имена за ову понекад злослутну птицу.
Велики морски гњурац се јео на Шкотским острвима од неолита до осамнаестог века, а њен дебели слој масти испод коже коришћен је као лек за ишијас.

### Популарна култура
Птица је централна у заплету дечјег романа „Велики север“? од стране Артура Ренсома (у којем се свуда назива „велики северни ронилац“, са тадашњим важећим научним називом Colymbus immer). Прича се одвија на Спољним Хебридима, где главни ликови - група деце на одмору - примећују пар морских гњураца који се тамо очигледно гнезде. Проверавајући своју књигу о птицама, верују да су то "велики северни рониоци". Међутим, раније нису виђени да се гнезде у северној Шкотској, па су затражили помоћ од орнитолога. Он потврђује да су те птице заиста "велики северни рониоци"; нажалост, ускоро се испоставља да не жели само да посматра, већ жели да украде јаја и дода их својој колекцији; а да би то урадио, прво мора да убије птице. Објављена 1947. године, прича је она у којој су заштитници природе на крају победили сакупљача јаја, у време када се овај други хоби није сматрао штетним.
Фудбалски клуб Главне лиге Минесота Јунајтед користи великог морског гњурца на свом грбу и надимку, као и као маскоту.
Тим мање бејзбол лиге, Грејт Лејкс Лунс, са седиштем у Мидланду, Мичиген, такође користи великог морског гњурца у свом логотипу и имену, као и маскоту.

#### Филмови
Плач великог морског гњурца се широко користи у филму и на телевизији како би се евоцирала дивљина и неизвесност, и помиње се у песмама као што је „ Old Devil Moon “ („желим да се смејем као морски гњурац“).
Морски гњурци су истакнуто представљени у филму из 1981. године „На златном језеру“. Његов препознатљив звук се такође појавио у филомовима  „Конан варварин“, „Моја Африке“, „Вод “, „ <i id="mwBXc">Гвиневера“</i>, „Хари Потер и затвореник из Азкабана“, „Рик и Морти“, „ Надзирачи “, „Годзила“, „Кубо и две нити“, „Осветници: Рат бескраја“, „Гробље кућних љубимаца“, „1917“ и „Осветници: Крај игре“, између осталих.
У Пиксаровом филму „У потрази за Дори“ из 2016. године, помало рашчупан и смотан морски гњурац по имену Беки је наговорена да употреби канту како би помогла двојици главних ликова, Нему и Марлину, да уђу у институт за морски свет где је заробљена Дори из наслова.

## Белешке
1. ↑  For example, this 1951 British Birds article